# В поисках адресата
«В поисках адресата» — советская кинокомедия 1955 года, снята режиссёрами Амасием Мартиросяном и Юрием Ерзинкяном на Ереванской студии художественных и хроникальных фильмов по сценарию сатирика Самуила Шатрова.

## Сюжет
О двух друзьях, один из которых работает главным инженером швейной фабрики, выпускающей недоброкачественную продукцию, а второй — заведующим секцией в универмаге, реализующей некачественный товар. Их сговор продолжался бы и дальше, но под влиянием любви заведующий секцией осознаёт свою ошибку…

## В ролях
- Иосиф Клиджян (Сос Сосян) — Рубен Саркисян
- Людмила Шагалова — Наташа Соколова
- Хорен Абрамян — Михаил Брутян
- Давид Малян — Сурен Петрович
- Леонид Довлатов — Ашот
- Метаксия Симонян — Мануш
- Левон Зорабян — Григорий Христофорович
- Грачья Нерсесян — Гаспарян
- Татевос Сарьян — тамада
- Вардуи Вардересян — Аревик
- Мурад Костанян — сапожник
- Гурген Ген — изобретатель
- Ори Буниатян — Петрос
- Ашот Нерсесян — продавец
- Фрунзе Мкртчян — эпизод

## Съёмочная группа
- Режиссёр — Амасий Мартиросян, Юрий Ерзинкян
- Сценарист — Самуил Шатров, Маро Ерзинкян
- Композитор — Арно Бабаджанян
- Оператор — Гарегин Арамян, Жирайр Варданян
- Художник — Пётр Бейтнер